# One Night in Central Park
One night in Central Park è il 29º album (il 2° dal vivo) del cantante italiano Andrea Bocelli, pubblicato nel 2011 dalla Sugar Music.
Il concerto, tenutosi a New York il 15 settembre 2011, è stato un omaggio a Luciano Pavarotti, esibitosi a Central Park nel giugno 1993.

## Descrizione
La copertina vede una foto in piano americano di Bocelli che sorride vestito in bianco su sfondo nero, con il titolo dell'album in basso. “CONCERTO: One Night in Central Park” è composto da un cd con 17 tracce ed un DVD con 25 brani, ma è disponibile anche la versione CD solo. È un appassionante concerto di Andrea Bocelli accompagnato dalla prestigiosa orchestra “New York Philharmonic Orchestra” diretta da Alan Gilbert e dal “Westminster Symphonic Choir”. Sul palco, insieme al tenore toscano, anche star internazionali della lirica e del pop: da Céline Dion a Tony Bennett, dal baritono gallese Bryn Terfel al produttore e musicista David Foster, il trombettista Chris Botti, il soprano Ana María Martínez e Pretty Yende, la violinista Nicole Benedetti e il flautista Andrea Griminelli. Nella prima parte (act 1) il tenore toscano rende omaggio ai grandi della musica dell'opera italiana, da Giuseppe Verdi a Giacomo Puccini, poi un'appassionata interpretazione dell'“Ave Maria” di Franz Schubert e il duetto da “Les pêcheurs de perles” di Georges Bizet. Nella seconda parte (act 2), troviamo il tenore che si cimenta in alcuni capolavori della musica pop statunitense come "Amazing Grace" o "New York, New York", in colonne sonore come "C'era una volta il west" ("Once upon a time in the west") e in classici italiani come "Nel blu dipinto di blu". L'album ha venduto in Corea del Sud, nel 2011, 2 350 copie, mentre nel 2012 ha venduto 5672 copie.
L'album raggiunge:
- la nona posizione nella classifica italiana ricevendo il Disco di platino;
- la prima posizione nella Classical Albums e la quarta nella Billboard 200 e quindi il Disco d'oro negli Stati Uniti ed in Brasile;
- la seconda posizione nella Taiwanese Albums Chart.

## Tracce

### CD
I primi 7 brani fanno parte dell'atto 1 (act 1), i restanti 10 dell'atto 2 (act 2).
1. La donna è mobile - Verdi - Rigoletto [2:15]
2. Di quella pira - Verdi - Il trovatore [2:15]
3. Ave Maria "Central Park Version" [4:45]
4. Vicino a te s'acqueta - Giordano - Andrea Chenier, Duetto con Ana María Martínez [8:14]
5. Au fond du temple saint - Bizet - Les pêcheurs de perles Duetto con Bryn Terfel [5:55]
6. O soave fanciulla - Puccini - La bohème Duetto con Pretty Yende [4:04]
7. Libiamo ne' lieti calici - Verdi - La traviata con P.Yende, B.Terfel, A.M.Martinez [3:08]
8. Amazing Grace [4:20]
9. New York New York - Duetto con Tony Bennett [3:26]
10. The Prayer - Duetto con Celine Dion, David Foster al Piano [4:29]
11. More (Ti Guardero Nel Cuore) - con Chris Botti alla Tromba, David Foster al Piano [3:47]
12. Your Love - (Once Upon A Time in the West) [3:46]
13. Nel blu dipinto di blu (Volare) - con David Foster al Piano [3:22]
14. Funiculì funiculà - con Andrea Griminelli al Flauto [2:35]
15. En Aranjuez con tu amor - Concierto de Aranjuez - con Nicola Benedetti al Violino [3:33]
16. Time to say goodbye (Con te partirò) - Duetto con Ana María Martínez [4:13]
17. Nessun dorma - Puccini - Turandot [4:07]

### DVD
I primi 10 brani fanno parte dell'atto 1 (act 1), i restanti 15 dell'atto 2 (act 2).
1. Overture
2. La donna è mobile - Verdi - Rigoletto
3. Di quella pira - Verdi - Il trovatore
4. Va, Tosca! (Te Deum) con Bryn Terfel
5. Ave Maria “Central Park Version”
6. Vicino a te s'acqueta - Giordano - Andrea Chenier, Duetto con Ana María Martínez
7. Au fond du temple saint - Bizet - Les pêcheurs de perles Duetto con Bryn Terfel
8. Intermezzo
9. O soave fanciulla - Puccini - La bohème Duetto con Pretty Yende
10. Libiamo ne' lieti calici - Verdi - La traviata con P.Yende, B.Terfel, A.M.Martinez
11. Overture - Candide
12. Home on the range - con Bryn Terfel
13. Funiculì funiculà - con Andrea Griminelli al Fluto
14. En Aranjuez con tu amor - Concierto de Aranjuez - con Nicola Benedetti al Violino
15. The flight of the bumblebee - con Andrea Griminelli al Flauto
16. 'O sole mio
17. Amarcord
18. Your Love - (Once upon a time in the West)
19. More (Ti guarderò nel cuore) - con Chris Botti alla Tromba, David Foster al Piano
20. Nel blu dipinto di blu (Volare) con David Foster al Piano
21. The Prayer - duetto con Céline Dion, David Foster al Piano
22. New York, New York - con Tony Bennett
23. Amazing Grace
24. Time to say goodbye (Con te partirò) - con Ana María Martínez
25. Nessun dorma - Puccini - Turandot

## Crediti
- 16 mesi di preparativi
- Oltre 1500 persone impegnate nell'evento
- 10 giorni di allestimenti sul posto
- 70 autoarticolati di materiale tecnico
- Quasi 14.000 ore di lavoro per i macchinisti
- Oltre 7.000 ore di lavoro per la sicurezza
- 288 professionisti della security nel giorno dell'evento
- 250 artisti sul palco

## Classifiche

### Classifiche settimanali
| Classifica (2011) | Posizione massima |
| ----------------- | ----------------- |
| Austria           | 38                |
| Belgio (Fiandre)  | 49                |
| Belgio (Vallonia) | 43                |
| Canada            | 16                |
| Finlandia         | 34                |
| Francia           | 132               |
| Germania          | 23                |
| Irlanda           | 16                |
| Italia            | 9                 |
| Messico           | 95                |
| Norvegia          | 33                |
| Nuova Zelanda     | 22                |
| Paesi Bassi       | 30                |
| Polonia           | 39                |
| Portogallo        | 19                |
| Regno Unito       | 17                |
| Spagna            | 73                |
| Stati Uniti       | 4                 |
| Svezia            | 17                |
| Svizzera          | 61                |
| Ungheria          | 8                 |

### Classifiche di fine anno
| Classifica (2011)                    | Posizione |
| ------------------------------------ | --------- |
| Italia                               | 24        |
| Ungheria                             | 54        |
| Regno Unito                          | 77        |
| Corea del Sud (album internazionali) | 79        |
| Classifica (2012)                    | Posizione |
| Canada                               | 47        |
| Stati Uniti                          | 42        |
| Ungheria                             | 38        |
| Corea del Sud (album internazionali) | 20        |